# Vaikuni
Els Vaikuni o Vaykuni van ser una família de nakharark (nobles) d'Armènia amb feu hereditari al districte del Vaikunik al nord-oest de la província de l'Atsakh, proper a la part sud del llac Sevan.